# The Wild One (1953)

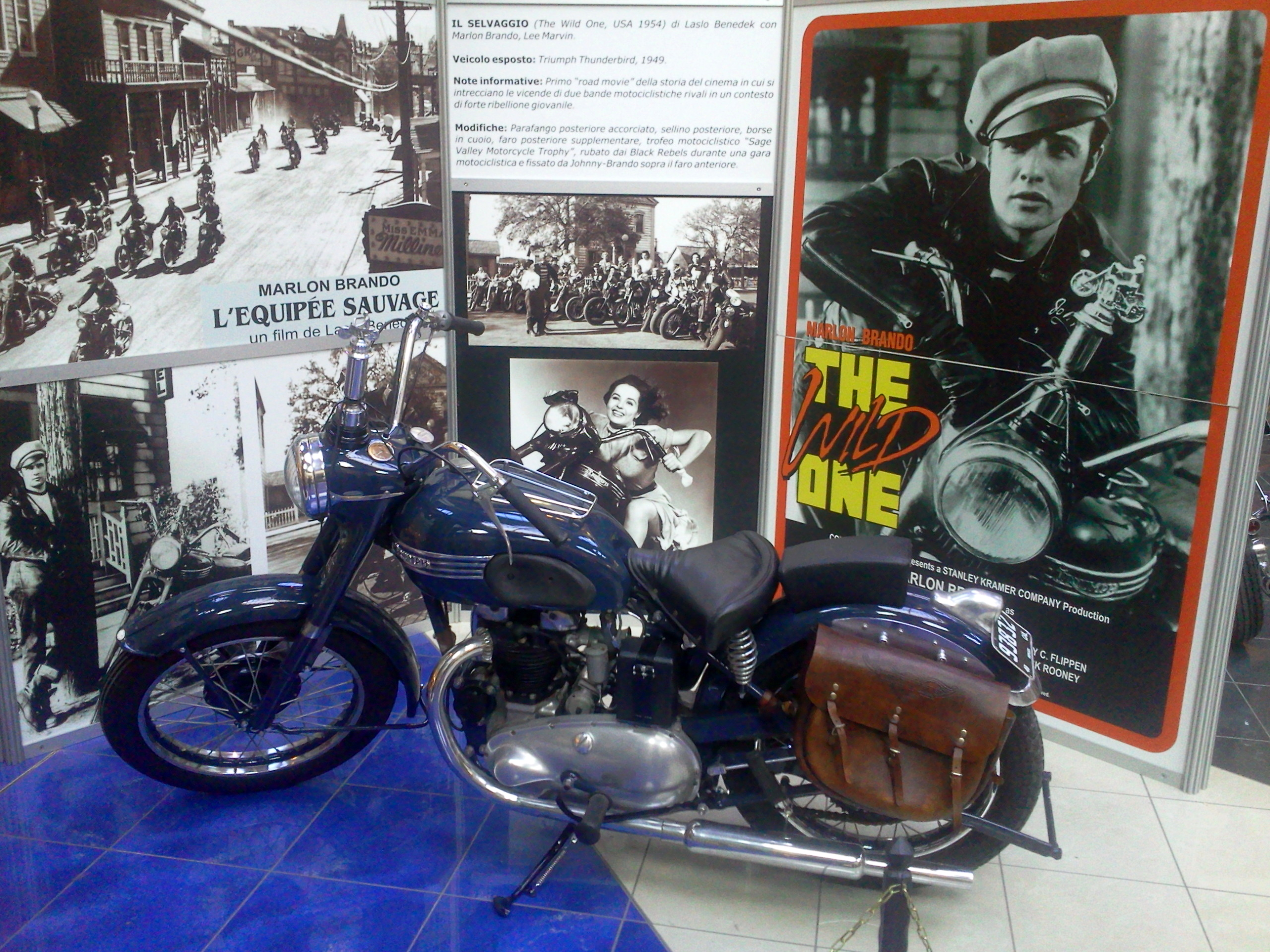
Triumph Thunderbird uit de film The Wild One

The Wild One is een Amerikaanse film uit 1953 van regisseur László Benedek met in de hoofdrollen Marlon Brando, Mary Murphy, Robert Keith en Lee Marvin.
Het scenario voor de film is gebaseerd op het verhaal "The Cyclists' Raid" van Frank Rooney. Het werd voor het eerst gepubliceerd in Harper's Magazine in januari 1951. Rooney baseerde zijn verhaal op een straatfeest voor motorrijders dat plaatsvond in het weekend volgend op 4 juli 1947 (4 juli is de nationale feestdag in de VS) in het plaatsje Hollister, Californië. Een verslag hiervan verscheen in het tijdschrift Life van 21 juli, 1947 onder de titel 'De rellen in Hollister', compleet met in scène gezette foto's van woest uitziende motorrijders. In feite was er vrijwel niets gebeurd in Hollister, al deden de foto's anders vermoeden.
De film was voor zijn tijd erg controversieel en werd in sommige landen verboden, gecensureerd of slechts voor volwassenen vertoond. Hierdoor werd het een cultfilm en maakte Brando tot een tieneridool voor de rebelse jonge generatie uit de jaren 50. De naam van de bende "The Beetles" inspireerde de groepsnaam voor The Beatles. Een foto van Brando met pet zoals hij in "The Wild One" verschijnt is te zien op de hoes van Sgt. Pepper's Lonely Hearts Club Band (1967). Ook de groep Black Rebel Motorcycle Club baseerde haar groepsnaam op de naam van Brando's motorbende in de film.

## Inhoud
Een motorbende van 40 man, de Black Rebels Motorcycle Club, neemt deel aan een racewedstrijd maar verstoort de hele boel. De bende wordt uitgesloten en dus besluiten de bendeleden om de trofee voor de tweede plaats te stelen. Ze geven de trofee aan hun leider Johnny. Vervolgens trekken de motorrijders naar Wrightsville, waar ze een kleine bar binnenvallen. De eigenaar doet niets aangezien hij tevreden is met de enorme hoeveelheid klanten. Nochtans had de lokale sheriff gevraagd om alle vormen van geweld of irritant gedrag te melden. De bende blijft in de stad rondhangen en uiteindelijk wordt Johnny verliefd op de dochter van de sheriff, Kathie. Hij probeert de jongedame te versieren met zijn gestolen trofee. Als hij haar meevraagt voor het lokale bal, weigert ze, als is ze wel geïmponeerd door Johnny's stoere uiterlijk. Ondertussen misdraagt de bende zich en de sheriff dwingt de jongens om te verdwijnen. Maar dan arriveert er een andere bende, The Beetles. De leider van deze groep, Chino, heeft een persoonlijke vete met Johnny, die teruggaat op de tijd dat ze beiden lid waren van dezelfde bende. Er volgt een gevecht waarin Johnny zijn vijand verslaat. Dan slaat de vlam in de pan. Een van de inwoners beschadigt per ongeluk een geparkeerde motor. Hij wordt door de woedende bendeleden uit zijn auto gesleurd en in elkaar geslagen. De sheriff arriveert en arresteert Chino en de gewonde inwoner, maar zet alleen de bendeleider in de cel. Dezelfde nacht proberen The Beetles om Chino te bevrijden, maar die is te dronken om mee te gaan. De bende gaat de straat en omsingelt een angstige Kathie. Johnny zit alles gebeuren en redt het meisje. Als hij haar weer afzet op een veilige plaats en weggaat wordt Johnny gegrepen en in elkaar geslagen door de Beetles. De gewonde Johnny kan ontsnappen als de sheriff ingrijpt. Hij rijdt weg op zijn motor, maar slipt als hij wordt geraakt door een stuk ijzer. De motor rijdt door en doodt een toeschouwer. Johnny wordt aanvankelijk gearresteerd op verdenking van doodslag, maar wordt vrijgesproken dankzij Kathie's getuigenis. Niet lang daarna neemt Johnny afscheid van Kathy en geeft haar de gestolen trofee.

## Rolverdeling
| Acteur                             | Personage           |
| ---------------------------------- | ------------------- |
| Marlon Brando                      | Johnny Strabler     |
| Mary Murphy                        | Kathie Bleeker      |
| Robert Keith                       | Chief Harry Bleeker |
| Lee Marvin                         | Chino               |
| Jay C. Flippen Sheriff Stew Singer |                     |
| Peggy Maley                        | Mildred             |
| Hugh Sanders                       | Charlie Thomas      |
| Ray Teal                           | Uncle Frank Bleeker |

## Achtergrond
The Wild One toont Marlon Brando als de archetypische postmoderne antiheld van de jaren vijftig. De leider van een motorbende die worstelt met zijn rol. Hij wil rebelleren maar weet niet goed waar tegen. Als Kathy vraagt: "What are you rebelling against, Johnny?" (Waar rebelleer je tegen, Johnny), antwoordt hij" what do you got"? (Wat zou je willen?). Hij is niet gelukkig met de trofee, die uiteindelijk niet gewonnen is, maar gestolen, maar gebruikt het ding toch om indruk te maken op Kathy. Indruk maken is ook zijn grote kracht, de grote motor, zijn uitstraling, hij speelt voortdurend de stoere jongen, maar zou eigenlijk alleen maar graag met de mooie Kathie naar het bal gaan. Hij is de leider van een groep rotzooischoppers, maar ook de romantische held die het meisje redt. Een antiheld die op het einde van de film niet veel wijzer of gelukkiger is dan aan het begin.

## Wetenswaardigheden
Johnny en zijn Black Rebels rijden op motoren van verschillende merken, waaronder de Triumphs.  De Triumph van Johnny was eigenlijk de motor waar Marlon Brando privé over beschikte. Het is een 650cc Triumph Thunderbird. Het jack dat Brando draagt is een Scott NYC Perfecto 618 motor jacket. Brando liet epauletten met sterren op de schouders aanbrengen. Zijn tegenspeler Lee Marvin leerde speciaal voor de film een motor te berijden en werd er zelfs een kampioen in. In latere jaren reed hij mee in motorraces op een Triumph 200cc Tiger Cub. Marvin modelleerde zijn personage op motorrijder en bendelid Willie Forkner ("Wino Willy"). Forkner was lid van de Booze Fighters Motorcycle Club, en een legende in de wereld van motorbendes.

## Ontvangst
The Wild One was vanaf de première een controversiële film. In Engeland bijvoorbeeld werd de film voor veertien jaar verbannen uit de bioscopen en dat lot onderging de film in meer landen. Het was een van de eerste films waarin de nieuwe jongerencultuur van opstandige tieners werd getoond en zou al snel worden gevolgd door Blackboard Jungle en Rebel Without a Cause. Het beeld van Brando in zijn leren jack en met pet op een 1950 Triumph Thunderbird 6T motor werd een iconisch beeld. In de film zijn Truimph- en Harley Davidsonmotoren te zien zonder dat het beeldmerk werd afgedekt. In de VS waren de leren motorjacks (al snel Brando's geheten) niet aan te slepen en ook de verkoop van Triumphmotoren steeg. Filmlegende James Dean was zo onder de indruk dat hij een Triumph TR5 Trophy kocht. De bakkebaarden van Brando werden geïmiteerd door Dean en Elvis Presley en droegen bij tot de eerste opmaat naar rock-'n-roll.

## Quote
- "What are you rebelling against, Johnny?" -"What do you got?"
________________________________________